# Didemnidae
Didemnidae is een familie van zakpijpen uit de orde van de Aplousobranchia.

## Geslachten
- Atriolum Kott, 1983
- Clitella Kott, 2001
- Coelocormus Herdman, 1886
- Didemnum Savigny, 1816
- Diplosoma Macdonald, 1859
- Leptoclinides Bjerkan, 1905
- Lissoclinum Verrill, 1871
- Polysyncraton Nott, 1892
- Trididemnum (Della Valle, 1881)